# Limnodriloides hrabetovae
Limnodriloides hrabetovae är en ringmaskart som beskrevs av Erséus 1987. Limnodriloides hrabetovae ingår i släktet Limnodriloides och familjen glattmaskar. Inga underarter finns listade i Catalogue of Life.